# Gelsomina
Gelsomina  è un nome proprio di persona italiano femminile.

## Varianti
- Maschili: Gelsomino

### Varianti in altre lingue
- Arabo: ياسمين‎ (Yasmin, Yasmeen, Yasmine)[1]
- Bosniaco: Jasmina
  - Alterati: Jasminka
  - Maschili: Jasmin
  - Alterati maschili: Jasminko
  - Ipocoristici maschili: Jasko
- Croato: Jasmina[2]
  - Alterati: Jasminka[2]
- Finlandese: Jasmin
- Francese: Jasmine[3]
  - Maschili: Jasmin[4]
- Inglese: Jasmine[3], Jasmin[5], Jasmyn[3], Jazmin[3], Jazmine[3], Jessamine[6], Jessamyn[6], Jazmyn[3], Yasmin[3], Yasmine[3], Yazmin[3]
- Macedone: Јасмина (Jasmina)[2]
  - Maschili: Јасмин (Jasmin)
- Olandese: Jasmijn[7]
- Persiano: یاسمین‎ (Yasmin, Yasmeen, Yasamin, Yasamen, Yasmina, Yasmine)[1]
- Polacco: Jaśmina
- Serbo: Јасмина (Jasmina)[2]
- Sloveno: Jasmina[2]
  - Maschili: Jasmin
- Spagnolo: Jazmín
- Svedese: Jasmine
- Tedesco: Jasmin[5]
- Turco: Yasemin[1]
- Ungherese: Jázmin[8]

## Origine e diffusione

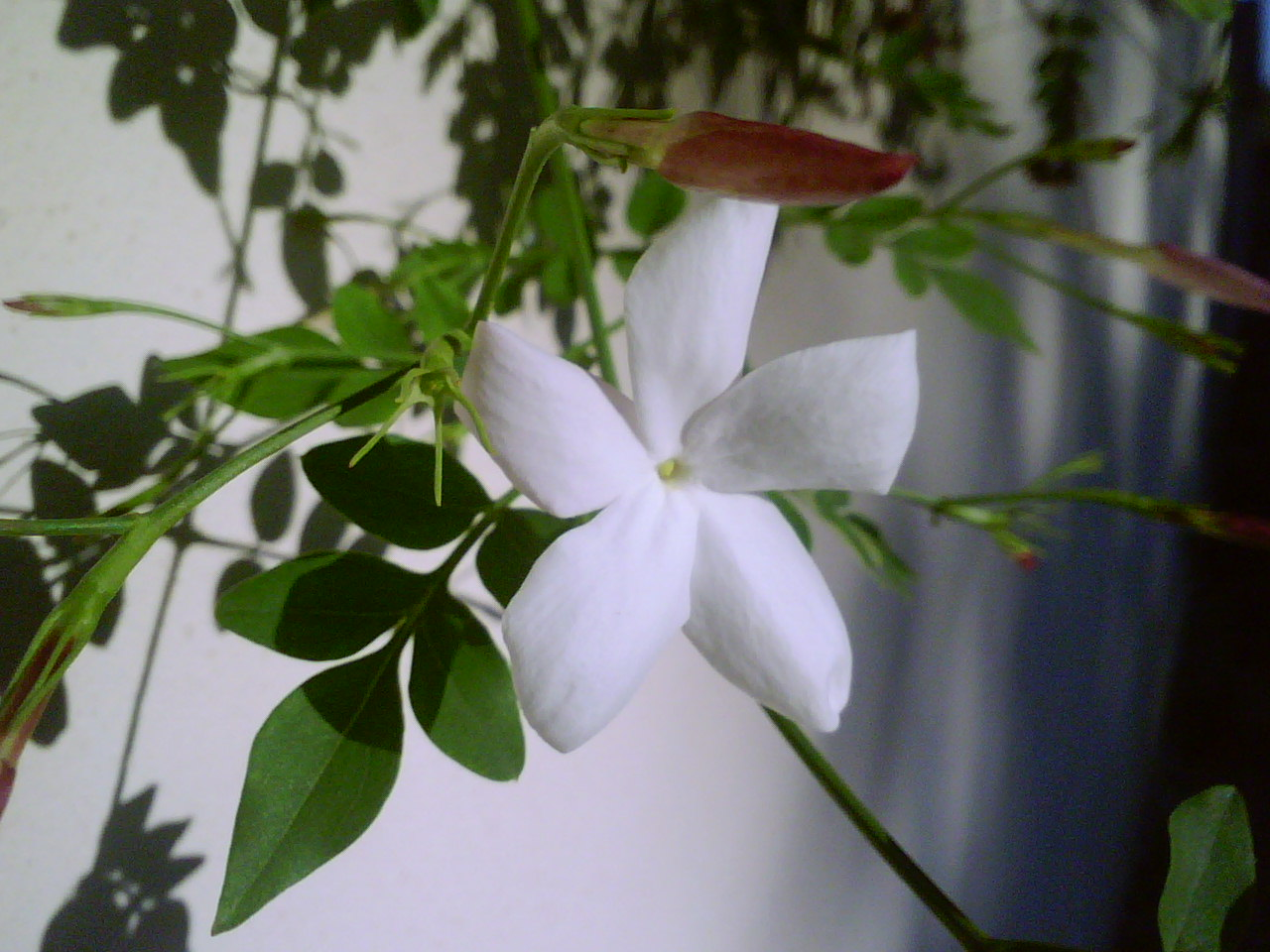
Un fiore di gelsomino

Rappresenta un nome affettivo e augurale in riferimento al fiore del gelsomino, e rientra quindi in quella vasta schiera di nomi ad ispirazione floreale quali Rosa, Viola, Iris e via dicendo. Etimologicamente, deriva dal persiano یاسمن‎ (yasamen, yasamin, yasmin).
In inglese è presente nella forma Jasmine, piuttosto nota anche in Italia, ed è diffuso già dal XVI secolo, probabilmente influenzato anche dal nome Ismenia. In tempi recenti, la lingua inglese ha visto il diffondersi di alcune forme moderne quali Jasmyn e Jazymn, e di altre ispirate chiaramente alle forme arabe e persiane, come Yasmin.

## Onomastico
Il nome è adespota, ovvero privo di santa patrona. L'onomastico può essere festeggiato il 1º novembre, per la festa di Ognissanti.

## Persone
- Gelsomina Verde, donna italiana vittima della camorra
- Gelsomina Vono, politica italiana

### Variante Jasmine
- Jasmine, cantante italiana
- Jasmine, cantante finlandese

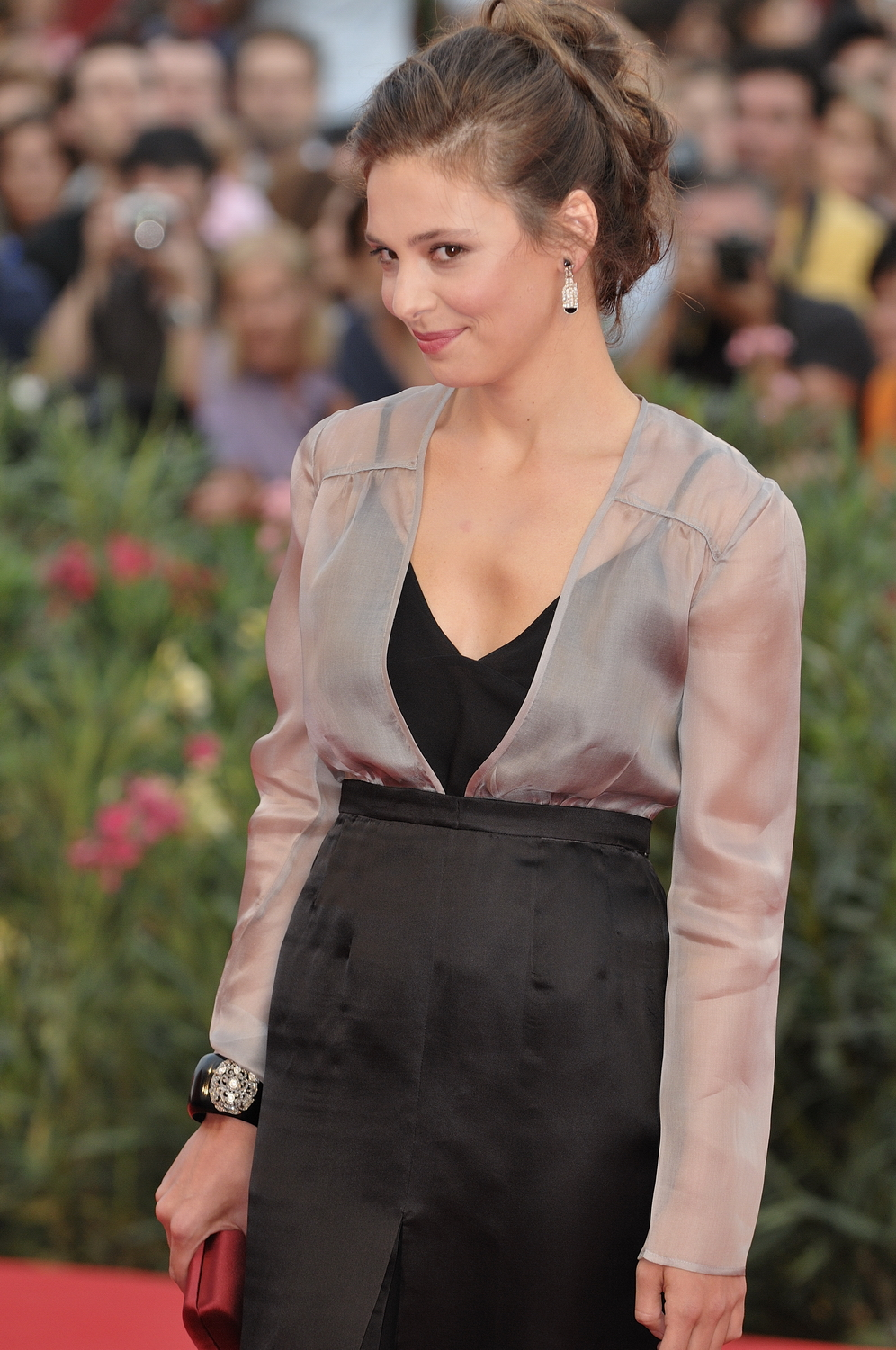
Jasmine Trinca

- Jasmine Byrne, pornoattrice statunitense
- Jasmine Flury, sciatrice alpina svizzera
- Jasmine Laurenti, attrice, doppiatrice, cantante e speaker italiana
- Jasmine Maimone, attrice italiana
- Jasmine Paolini, tennista italiana
- Jasmine Richards, attrice, cantante e ballerina canadese
- Jasmine Sinclair, modella britannica
- Jasmine Thomas, cestista statunitense
- Jasmine Trinca, attrice italiana

### Variante Yasmin
- Yasmin Knoch, cantante tedesca
- Yasmin Le Bon, modella britannica
- Yasmin Lucas, cantante brasiliana

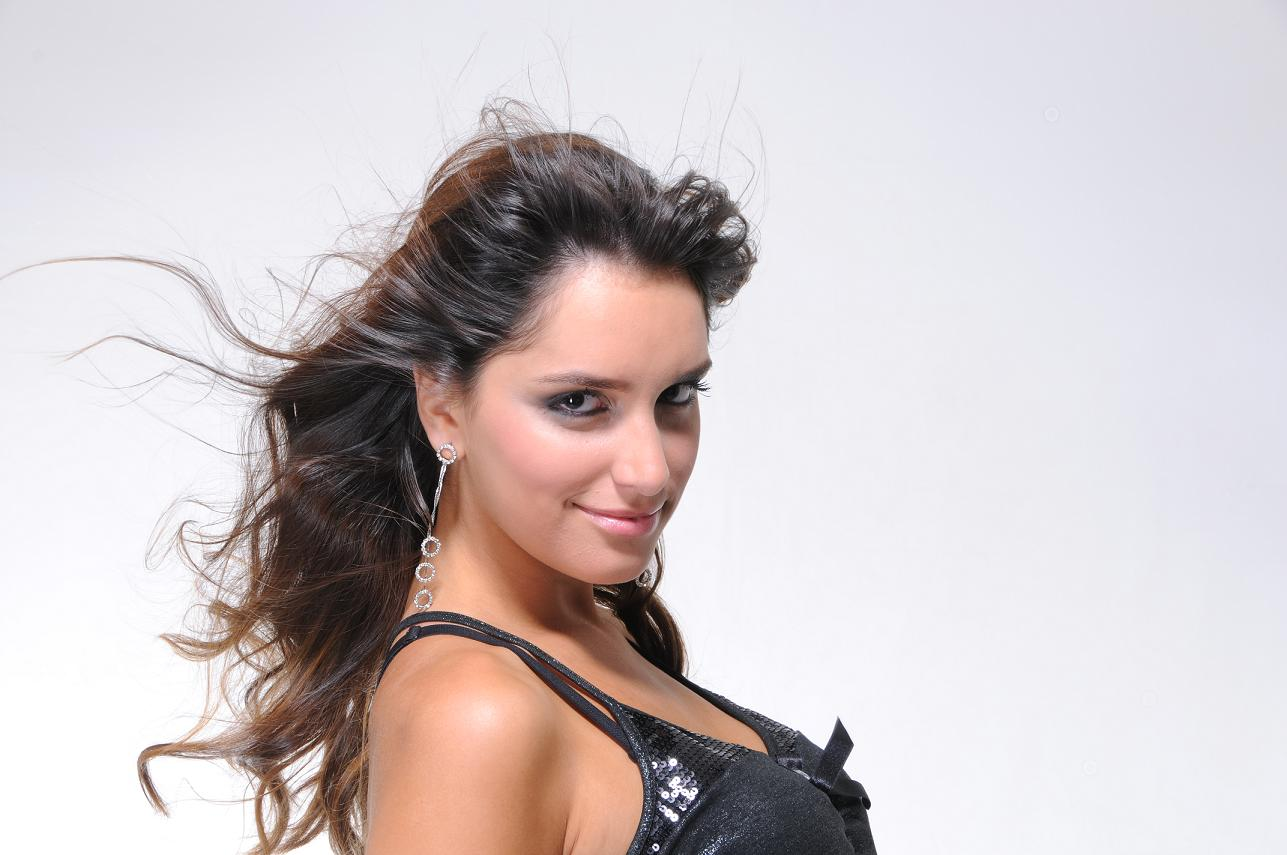
Yasmin Lucas

- Yasmin Warsame, modella somala naturalizzata canadese

### Variante Yasmina

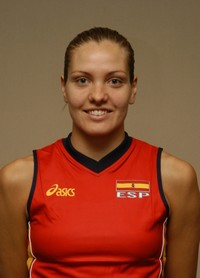
Yasmina Hernández

- Yasmina Akrari, pallavolista italiana
- Yasmina Aziez, taekwondoka francese
- Yasmina Hernández, pallavolista spagnola
- Yasmina Reza, drammaturga, scrittrice e attrice francese

### Variante Yasemin
- Yasemin Begüm Dalgalar, cestista turca
- Yasemin Horasan, cestista turca
- Yasemin Şamdereli, attrice, sceneggiatrice e regista tedesca
- Yasemin Sannino, cantante e attrice italiana
- Yasemin Smit, pallanuotista olandese

### Altre varianti femminili

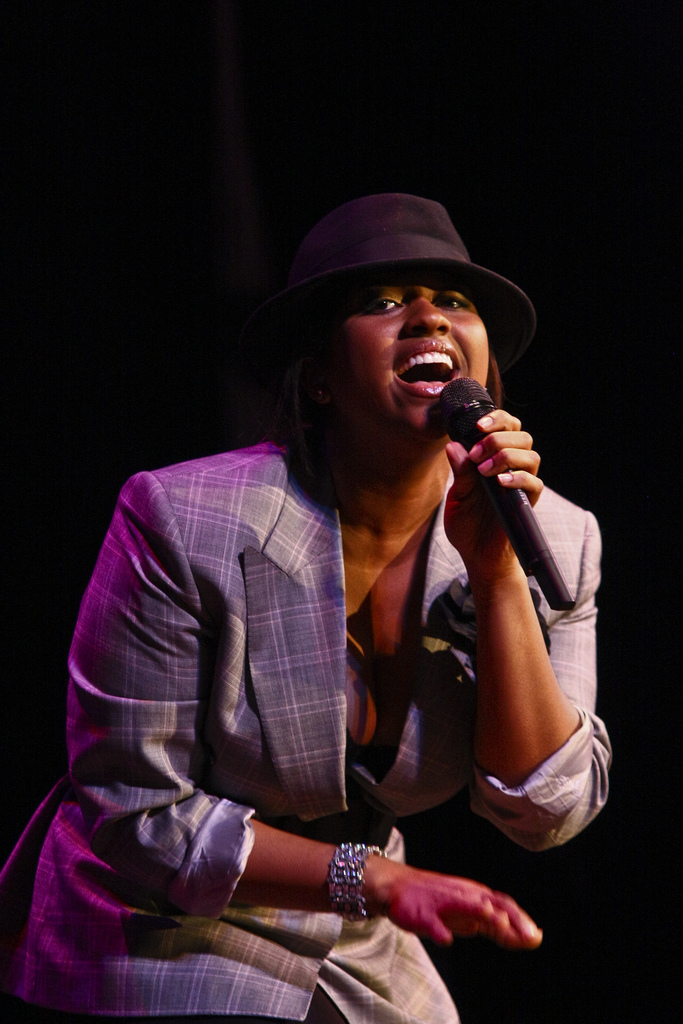
Jazmine Sullivan

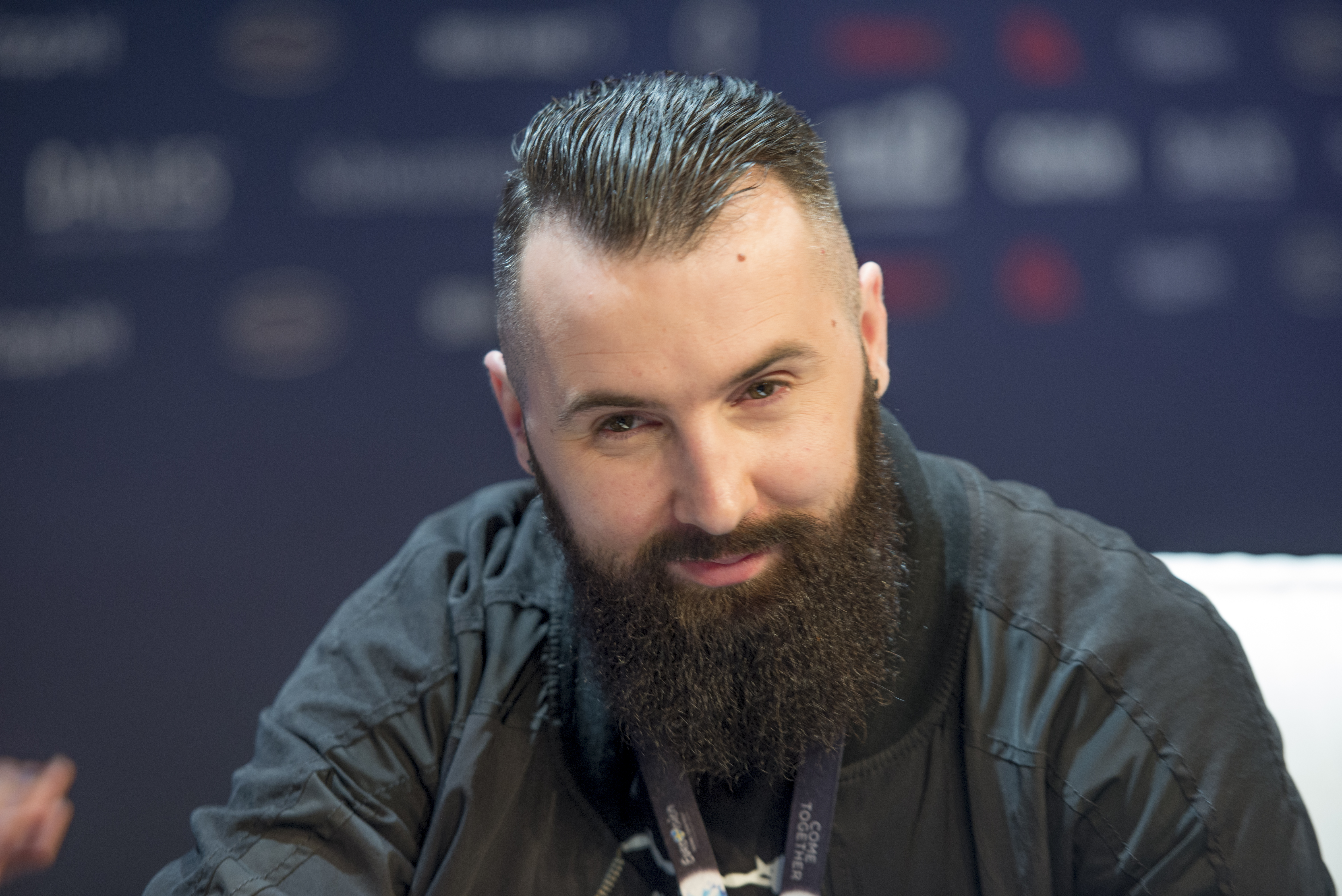
Jasmin Fazlić Jala

- Yasmine Bleeth, attrice statunitense
- Jasmina Ilić, cestista serba
- Yasmine Kassari, sceneggiatrice e regista marocchina
- Jasmina Perazić, cestista jugoslava
- Jasmin Rothmund, sciatrice alpina svizzera
- Jazmine Sepúlveda, cestista portoricana
- Jasminka Stancul, pianista serba
- Jazmine Sullivan, cantante e cantautrice statunitense
- Jasmina Suter, sciatrice alpina svizzera
- Jasmin Tabatabai, attrice e cantante iraniana naturalizzata tedesca
- Jasmina Tešanović, femminista, attivista, scrittrice, giornalista, traduttrice e regista serba

### Variante maschile Jasmin
- Jasmin Burić, calciatore bosniaco
- Jasmin Fazlić Jala, rapper bosniaco
- Jasmin Handanovič, calciatore sloveno
- Jasmin Hukić, cestista bosniaco
- Jasmin Kurtić, calciatore sloveno
- Jasmin Mecinović, calciatore macedone
- Jasmin Perković, cestista croato
- Jasmin Repeša, cestista e allenatore di pallacanestro croato
- Jasmin Šćuk, calciatore bosniaco

### Altre varianti maschili
- Yasmine Belmadi, attore francese
- Gelsomino Girotti, cestista italiano

## Il nome nelle arti
- Gelsomina è la protagonista del film La strada di Federico Fellini.
- Gelsomino è un personaggio del racconto di Gianni Rodari Gelsomino nel paese dei bugiardi.
- Gelsomina è un personaggio del romanzo per l'infanzia Cion Cion Blu di Pinin Carpi.
- Gelsomina è il nome d'arte di Vanna Revelli, campionessa italiana di rock and roll, nel duo comico di ballo e canto degli anni 60 Jack La Cayenne & Gelsomina.
- Jasmine è un personaggio del film Disney del 1992 Aladdin.
- Jasmine è un personaggio della serie Pokémon.
- Jasmine è un personaggio della serie televisiva Angel.
- Jasmine è un personaggio del film del 2003 Secondhand Lions.
- Jasmine Fenton è un personaggio della serie animata Danny Phantom.
- Yasmina Khadra è lo pseudonimo dello scrittore algerino Mohammed Moulessehoul.
- Jazmin Romero è un personaggio della telenovela Teen Angels.
- Jasmine è un personaggio della serie televisiva Idol x Warrior: Miracle Tunes!.
- Jasmine è un personaggio di A tutto reality.
- Yasemin è un film diretto da Hark Bohm del 1988.
- Jessamine Lovelace è un personaggio della saga Shadowhunters - Le origini.